# Il maestro
Il maestro és una pel·lícula franco-belga dirigida per Marion Hänsel i estrenada el 1990. El guió es basa en la narració La giacca verde de Mario Soldati.

## Argument
Cap al final de la Segona Guerra Mundial, un director d'orquestra estatunidenc torna a Itàlia després d'una llarga absència per dirigir-hi una òpera, però durant el primer assaig general simula una malaltia i abandona la sala.

## Repartiment
- Malcolm McDowell : Walter Goldberg
- Charles Aznavour : Romualdi
- Andréa Ferréol : Dolores
- Francis Lemaire : El director de l'opéra
- Carmela Locantore : Paola
- Pietro Pizzuti : Pare Abbott
- Serge-Henri Valcke : Major Wyatt
- Lilian Chen : La cantatrice